# Стоунікрік Тауншип (округ Сомерсет, Пенсільванія)
Стоунікрік Тауншип (англ. Stonycreek Township) — селище (англ. township) в США, в окрузі Сомерсет штату Пенсільванія. Населення — 2087 осіб (2020).

## Демографія
Згідно з переписом 2010 року, у селищі мешкало 2237 осіб у 854 домогосподарствах у складі 667 родин. Було 1124 помешкання
Расовий склад населення:
| - 99,4 % — білих - 0,1 % — азіатів |

До двох чи більше рас належало 0,4 %. Частка іспаномовних становила 0,2 % від усіх жителів.
За віковим діапазоном населення розподілялося таким чином: 23,5 % — особи молодші 18 років, 62,4 % — особи у віці 18—64 років, 14,1 % — особи у віці 65 років та старші. Медіана віку мешканця становила 42,6 року. На 100 осіб жіночої статі у селищі припадало 105,4 чоловіків;  на 100 жінок у віці від 18 років та старших — 106,5 чоловіків також старших 18 років.
Середній дохід на одне домашнє господарство  становив 60 985 доларів США (медіана — 48 646), а середній дохід на одну сім'ю — 66 209 доларів (медіана — 54 479). Медіана доходів становила 41 285 доларів для чоловіків та 31 833 долари для жінок. За межею бідності перебувало 15,4 % осіб, у тому числі 25,6 % дітей у віці до 18 років та 18,6 % осіб у віці 65 років та старших.
Цивільне працевлаштоване населення становило 1038 осіб. Основні галузі зайнятості: освіта, охорона здоров'я та соціальна допомога — 24,9 %, виробництво — 11,2 %, мистецтво, розваги та відпочинок — 8,9 %, будівництво — 8,8 %.